# Cindy Gallop
Pour les articles homonymes, voir Gallop.
Cindy Gallop, née le 1er février 1960, à  Amersham dans le Buckinghamshire est une publicitaire britannique vivant à New York. Elle est la fondatrice des sociétés IfWeRanTheWorld et MakeLoveNotPorn.